# Archibracon possessor
Archibracon possessor är en stekelart som först beskrevs av Szepligeti 1905.  Archibracon possessor ingår i släktet Archibracon och familjen bracksteklar. Inga underarter finns listade.